# Макдональд Маріга
Макдональд Маріга (англ. McDonald Mariga, нар. 4 квітня 1987, Найробі) — кенійський футболіст, що грав на позиції опорного півзахисника, зокрема, за низку італійських клубних команд, а також національну збірну Кенії.
Володар Кубка Швеції. Чемпіон Італії. Дворазовий володар Кубка Італії. Володар Суперкубка Італії з футболу. Переможець Ліги чемпіонів УЄФА. Перший кенієць, що брав участь в іграх Ліги чемпіонів.
Його молодший брат Віктор Ваньяма — також професійний футболіст, відомий виступами за низку британських команд.

## Клубна кар'єра
Народився 4 квітня 1987 року в Найробі, столиці Кенії. Юнаком грав за команди місцевих футбольних клубів «Таскер» і «Кенія Пайплайн».
2005 року був запрошений до Європи, де став гравцем шведського третьолігового «Енчерінга», а вже за рік уклав контракт із одним з лідерів місцевого футболу клубом «Гельсінгборг». Відіграв за «Гельсінгборг» два сезони, у першому з яких допоміг команді здобути Кубок країни.
Не по роках впевнена гра молодого кенійця привернула увагу скаутів команд провідних європейських чемпіонатів, і в серпні він на правах оренди перейшов до одного з аутсайдерів італійської Серії A, клубу «Парма». Згодом пармський клуб скористався опцією викупу прав на гравця. За результатами сезону 2007/08 команда вибула з елітного італійського дивізіону, проте вже за рік, у тому числі стараннями Маріги, який провів за сезон 35 матчів у Серії B, повернулася до Серії A.
А вже на початку 2010 року новим клубом кенійця став міланський «Інтернаціонале», який викупив частину прав на нього в «Парми». Гравцем основного складу італійського гранда Маріга не став, проте зробив свій внесок у здобуття ним «золотого дубля» в сезоні 2009/10. Також виходив на поле у трьох іграх тогорічної Ліги чемпіонів, яка звершилася перемогою його команди. Наступного сезону взяв участь у 12 іграх Серії A, а також брав участь у п'яти іграх переможного для «Інтера» тогорічного розіграшу національного Кубка.
Утім у плани тренерського штабу міланської команди кенієць не входив і 2011 року був відданий в оренду до іспанського «Реал Сосьєдад». Згодом, у 2912 і 2013 віддавався в оренду до «Парми», доки нарешті не повернувся до її складу на умовах повноцінного контракту влітку 2014.
Утім вже за півтора року, так й не отримавши достатньо ігрового часу у «Пармі», став гравцем клубу «Латина», за команду якого відіграв півтора сезони у Серії B.
Останнім же клубом у професійній футбольній кар'єрі кенійця став «Реал Ов'єдо», за який він провів 15 ігор в іспанській Сегунді сезону 2017/18.

## Виступи за збірну
2006 року дебютував в офіційних матчах у складі національної збірної Кенії. Протягом кар'єри у національній команді, яка тривала 13 років, провів у її формі 40 матчів, забивши 5 голів.

## Статистика виступів

### Статистика клубних виступів
| Сезон                    | Команда                  | Чемпіонат                | Чемпіонат | Чемпіонат | Національний кубок | Національний кубок | Національний кубок | Континентальні кубки | Континентальні кубки | Континентальні кубки | Інші змагання | Інші змагання | Інші змагання | Усього | Усього |
| Сезон                    | Команда                  | Ліга                     | Ігор      | Голів     | Ліга               | Ігор               | Голів              | Ліга                 | Ігор                 | Голів                | Ліга          | Ігор          | Голів         | Ігор   | Голів  |
| ------------------------ | ------------------------ | ------------------------ | --------- | --------- | ------------------ | ------------------ | ------------------ | -------------------- | -------------------- | -------------------- | ------------- | ------------- | ------------- | ------ | ------ |
| 2006                     | «Гельсінгборг»           | A                        | 23        | 4         | КШ                 | 0                  | 0                  | -                    | -                    | -                    | -             | -             | -             | 23     | 4      |
| 2007                     | «Гельсінгборг»           | A                        | 14        | 2         | КШ                 | 0                  | 0                  | КУЄФА                | 2                    | 0                    | СКШ           | 1             | 0             | 17     | 2      |
| Усього за «Гельсінгборг» | Усього за «Гельсінгборг» | Усього за «Гельсінгборг» | 37        | 6         |                    | 0                  | 0                  |                      | 2                    | 0                    |               | 1             | 0             | 40     | 6      |
| серп. 2007–08            | «Парма»                  | A                        | 18        | 0         | КІ                 | 0                  | 0                  | -                    | -                    | -                    | -             | -             | -             | 18     | 0      |
| 2008–09                  | «Парма»                  | B                        | 35        | 4         | КІ                 | 2                  | 0                  | -                    | -                    | -                    | -             | -             | -             | 37     | 4      |
| 2009-січ. 2010           | «Парма»                  | A                        | 9         | 0         | КІ                 | 1                  | 0                  | -                    | -                    | -                    | -             | -             | -             | 10     | 0      |
| січ.-черв. 2010          | «Інтернаціонале»         | A                        | 8         | 1         | КІ                 | 2                  | 0                  | ЛЧ                   | 3                    | 0                    | СІ            | -             | -             | 13     | 1      |
| 2010–11                  | «Інтернаціонале»         | A                        | 12        | 0         | КІ                 | 5                  | 1                  | ЛЧ                   | 2                    | 0                    | СІ+СУ+КЧС     | 1+0+1         | 0             | 21     | 1      |
| 2011-січ. 2012           | «Реал Сосьєдад»          | ПД                       | 14        | 0         | КІ                 | 4                  | 0                  | -                    | -                    | -                    | -             | -             | -             | 18     | 0      |
| січ.-черв. 2012          | «Парма»                  | A                        | 11        | 1         | КІ                 | -                  | -                  | -                    | -                    | -                    | -             | -             | -             | 11     | 1      |
| 2012-січ. 2013           | «Інтернаціонале»         | A                        | 1         | 0         | КІ                 | 1                  | 0                  | ЛЄ                   | -                    | -                    | -             | -             | -             | 2      | 0      |
| січ.-черв. 2013          | «Парма»                  | A                        | 2         | 0         | КІ                 | -                  | -                  | -                    | -                    | -                    | -             | -             | -             | 2      | 0      |
| 2013–14                  | «Інтернаціонале»         | A                        | 0         | 0         | КІ                 | 0                  | 0                  | -                    | -                    | -                    | -             | -             | -             | 0      | 0      |
| Усього за «Інтер»        | Усього за «Інтер»        | Усього за «Інтер»        | 21        | 1         |                    | 8                  | 1                  |                      | 5                    | 0                    |               | 2             | 0             | 36     | 2      |
| 2014–15                  | «Парма»                  | A                        | 9         | 0         | КІ                 | 2                  | 0                  | -                    | -                    | -                    | -             | -             | -             | 11     | 0      |
| Усього за «Парму»        | Усього за «Парму»        | Усього за «Парму»        | 80        | 5         |                    | 5                  | 0                  |                      | -                    | -                    |               | -             | -             | 85     | 5      |
| січ.-черв. 2016          | «Латина»                 | B                        | 13        | 2         | КІ                 | -                  | -                  | -                    | -                    | -                    | -             | -             | -             | 13     | 2      |
| 2016–17                  | «Латина»                 | B                        | 27        | 0         | КІ                 | 2                  | 0                  | -                    | -                    | -                    | -             | -             | -             | 29     | 0      |
| Усього за «Латину»       | Усього за «Латину»       | Усього за «Латину»       | 40        | 2         |                    | 2                  | 0                  |                      | -                    | -                    |               | -             | -             | 42     | 2      |
| 2017–18                  | «Реал Ов'єдо»            | СД                       | 15        | 0         | КІ                 | 0                  | 0                  | -                    | -                    | -                    | -             | -             | -             | 15     | 0      |
| Усього за кар'єру        | Усього за кар'єру        | Усього за кар'єру        | 211       | 14        |                    | 19                 | 1                  |                      | 7                    | 0                    |               | 3             | 0             | 240    | 15     |

## Титули і досягнення
- Володар Кубка Швеції (1):

«Гельсінгборг»: 2006
- Чемпіон Італії (1):

«Інтернаціонале»: 2009-2010
- Володар Кубка Італії (2):

«Інтернаціонале»: 2009-2010; 2010-2011
- Володар Суперкубка Італії з футболу (1):

«Інтернаціонале»: 2010
- Переможець Ліги чемпіонів УЄФА (1):

«Інтернаціонале»: 2009-2010